# یاروسلاو بایرووا
یاروسلاو بایرووا (به انگلیسی: Jaroslava Bajerová) ژیمناست زادهٔ ۱ آوریل ۱۹۱۰ میلادی اهل کشور چکسلواکی است.